# واژن مصنوعی

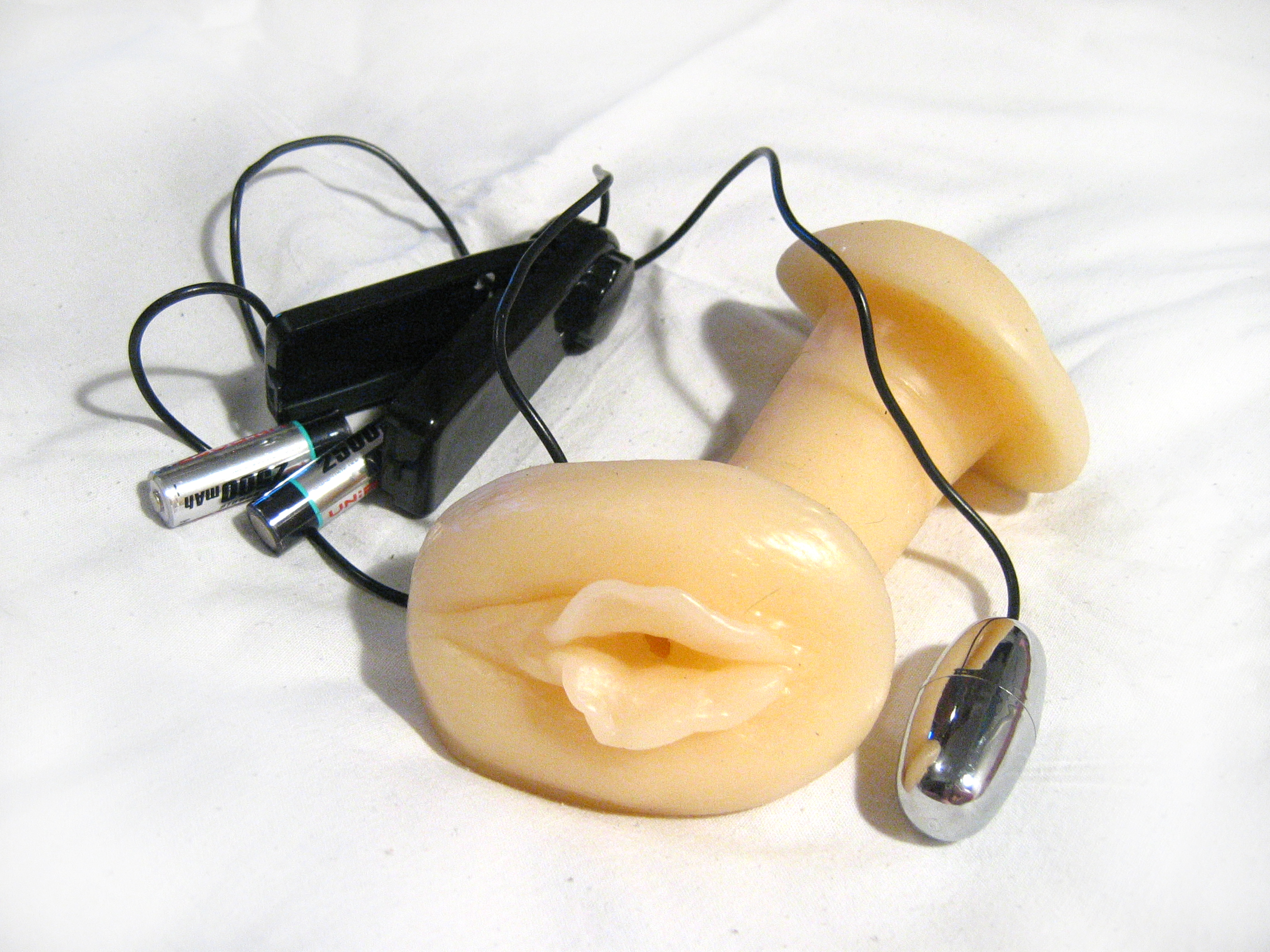
آلت زنانهٔ مصنوعی با لرزاننده

واژن مصنوعی وسیله‌ای شبیه به آلت جنسیِ زنانه است که از موادی مانند پلاستیک و غیره ساخته می‌شود. از انواع مختلف این وسیله برای اهداف گوناگونی مانند پژوهش‌های پزشکی، نطفه‌گیری از جانوران یا به عنوان یک اسباب‌بازی جنسی برای تحریک جنسی و خودارضایی و لذت جنسی استفاده می‌شود.

## استفاده
واژن مصنوعی، نوازشگر، کمک کننده‌های خودارضایی و خودآورها برای شبیه‌سازی احساس آمیزش جنسی و ایجاد نعوظ، اوج لذت جنسی و انزال طراحی شده است. این قسمتها اغلب دارای قسمتهای متحرک مانند لرزاننده‌هایی هستند که باعث تحریک می‌شوند تا اینکه دقیقاً واژن زن را شبیه‌سازی کنند.
معمولاً واژن مصنوعی دارای ظاهری واقع گرایانه یا نزدیک به واقع گرایانه با «تونل واژینال» است، که در آن آلت تناسلی مرد می‌تواند وارد می‌شود. «تونل واژینال»، به‌طور متوسط از ۱۰ تا ۲۰ سانتی‌متر (۴ تا ۸ اینچ) اندازه‌گیری می‌شود و در صورت تمایل کاربر می‌تواند انتهای باز برای قرار دادن گلوله لرزشی داشته باشد.

### انواع

#### واقع گرایانه
این نوع واژن مصنوعی از اندام تناسلی زنان الگو می‌شود. برای اهداف بازاریابی، بسیاری از تولیدکنندگان واژن مصنوعی را دقیقاً مانند کپی دقیق بعضی از فرج‌های بازیگران مشهور پورنوگرافی طراحی می‌کنند. واژن‌های واقع گرایانه برای شبیه‌سازی مطابق با فیزیولوژی طبیعی ساخته می‌شوند: استخوان شرمگاهی، زهار، لبه، همه چین‌ها و فرورفتگی‌های طبیعی و غیره.
برای مردان در بسیاری از اشکال و سبک‌های دیگر برای اهداف مختلفی که بخواهند وجود دارد. مانند دهان مصنوعی برای شبیه‌سازی آمیزش جنسی دهانی، یا چندین واژن واقعی با دهانه مقعدی باریک (یا مقعد) برای آن دسته از کاربرانی که دوست دارند آمیزش جنسی مقعدی را نیز شبیه‌سازی کنند، تولید می‌شوند. واژن طبیعی دارای یک سری برجستگی به نام روگا (چین‌های عرضی) است و تولیدکنندگان غالباً برای شبیه‌سازی روگا و تقویت لذت، برآمدگی‌ها یا دنده‌هایی را به واژن مصنوعی اضافه می‌کنند.

#### لرزاننده
این واژن‌های مصنوعی به صورت سطحی شبیه قبلی هستند، اما از ویژگی‌های اضافی یک عنصر لرزاننده برخوردار هستند - معمولاً یک لرزاننده گلوله‌ای قابل جابجایی است که می‌تواند به راحتی در سوراخ پایین یا انتهای تونل واژینال قرار گیرد. برای احساسات شدیدتر، عملکردهای مختلفی وجود دارد: لرزش، ضربان، موج، چرخش، چند سرعت و غیره
لرزاننده گلوله‌ای معمولاً توسط صفحه ای که از طریق سیم به آن متصل می‌شود ، کنترل می‌شوند.

#### نوازشگر
نوازشگرها به‌طور کلی برای مردان محتاطانه تر هستند. قسمت داخلی یک نوازشگر دارای یک کانال بافتی است که آلت تناسلی مرد را تحریک می‌کند در حالی که قسمت بیرونی آن اغلب برآمده است تا در حین استفاده از چسبندگی خوبی برخوردار شود. برخی از نوازشگرهای اتوماتیک توسط موتورهای الکتریکی تغذیه می‌شوند تا احساس حرکات جنسی را شبیه‌سازی کنند.

#### لحظه‌ای
در زبان عامیانه، «فیفی» (دم دستی) به واژن مصنوعی گفته می‌شود که معمولاً با غلتاندن کیسه زباله یا کاندوم در داخل حوله و استفاده از نوعی روان‌کننده مانند لوسیون دست ایجاد می‌شود. از این موارد به عنوان «حوله‌های فیفی» یا «کیسه‌های فیفی» نیز یاد می‌شود.

#### نطفه‌گیری از حیوانات

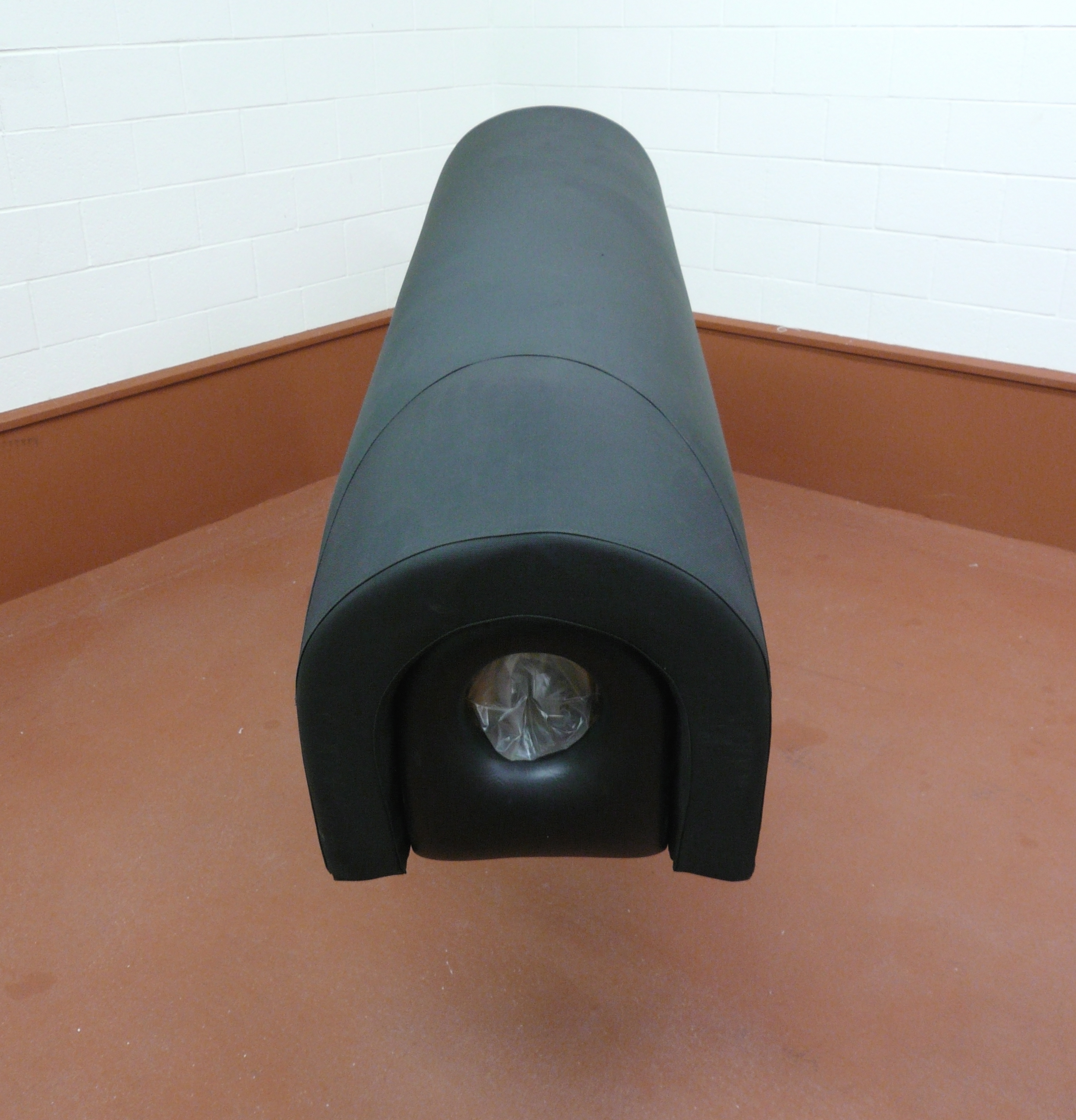
واژن مصنوعی برای نطفه‌گیری از اسب برای لقاح مصنوعی